# Italijanska kuga 1629–1659
V Evropi so se srednjeveške epidemije kuge razvile v več valih med štirinajstim in sedemnajstim stoletjem. V Italiji so se kuge pojavile v raznih krajih v letih 1360, 1404, 1527–29, 1575–77, 1589, 1598, vendar vse te epidemije niso dolgo trajale. Veliko hujša je bila tridesetletna epidemija 1629–1659, ki se tudi obravnava kot italijanska kuga, saj je najhuje zadela mesta severne Italije leta 1630 in mesta južne Italije leta 1656.

## Vzroki okužbe
Moderni zgodovinarji trdijo, da ni vseh teh epidemij povzročila bakterija Yersinia pestis, temveč je treba upoštevati možnost raznih bakterij ali različnih variant poznane bakterije. Te trditve so podprte s podatki o umrljivosti, ki so na razpolago za razne pojave kuge. Medtem ko so kuge v štirinajstem in petnajstem stoletju napadale vse prebivalstvo brez izjeme, so od leta 1529 do 1628 umirali predvsem revnejši ljudje, ki so živeli v pomanjkanju in slabih higienskih razmerah. Po letu 1629 pa je skozi tri desetletja razsajala huda kuga, ki je spet zajela vse sloje prebivalstva. Te razlike naj bi pomenile, da so bile bakterije kug iz šestnajstega stoletja manj virulentne in niso razvile bolezni med bogatejšimi sloji prebivalstva, ki so živeli v boljših življenjskih razmerah. Tudi dejstvo, da so se izbruhi kuge navadno pojavili v različnih pristaniščih in po vdoru ali prehodu vojsk, naj bi dokazovalo obstoj raznolikih virov okužbe. 

## Milano
Kuga je napadla Milansko vojvodino oziroma Lombardijo leta 1576 in nato še huje leta 1630. V tem obdobju je bilo ozemlje pod špansko oblastjo in v rokah slabih administratorjev, ki se niso prizadevali za blaginjo ljudstva. Lokalne industrije in obrtniške delavnice so večinoma prenehale delovati, ker niso zmogle plačevati davkov. Ozemlje je bilo razdejano tudi zaradi prehoda nemških in poljskih najemniških vojakov, ki so izropali vsako hišo in poteptali vse obdelane površine. Posledica je bila splošna revščina in moralno propadanje. Nižji sloji so se preživljali z razbojništvom, ki je nastalo velikokrat pod okriljem samostanskih skupnosti. Milanski škof je nekatere samostane ukinil in uvedel strogo cerkveno sodišče, a stanje se ni poboljšalo, saj je sodišče kaznovalo le reveže, zadnji člen kriminalnih organizacij višjih slojev. 
Ko se je leta 1630 pojavila kuga, jo je preprosto ljudstvo sprejelo kot božjo kazen. Nastajale so procesije, ki naj bi izprosile božjo milost, a so seveda še povečale možnost okužbe. Razvil se je tudi lov na čarovnice, ki naj bi bile odgovorne za kugo, in tudi ta skupna dejavnost je samo širila okužbo. Zdravniška oskrba je bila počasna in neustrezna, bolniki so bili nameščeni v vojašnicah, kjer so bili odvisni od usmiljenja privatnikov. Okuženje se je naglo širilo in v treh mesecih je bilo zabeleženih 450 smrti. Večja naselja v deželi so bila zaprta z dolgimi karantenami in pri kraju Busto Arsizio je bil ustanovljen lazaret. 

## Torino
V začetku sedemnajstega stoletja so se vršile v Savojski vojvodini nekatere bitke, predvsem verskega značaja (katoličani in valdezijanci), ki so opustošile polja, kolikor še rodovitna po večletnih slabih letinah. Vojne in lakota so pregnale večino kmetov v mesta, kjer so se preživljali samo z beračenjem. Prenaseljenost in revščina sta pospešili okuženje, ki so ga prinesli tuji trgovci. Torino je zaprl mestna vrata, a prepozno. Epidemija se je razširila tudi v okoliška mesta (Saluzzo, Pinerolo, Alba). Čeprav sta Savojska družina in večina državnih oblastnikov zapustili prestolnico Torino, je bila tu organizirana zelo uspešna sanitarna in socialna oskrba. Zasluga gre tedanjemu županu, ki je tudi sam preživel kužno obolenje, kateremu je uspelo preprečiti šakalsko ropanje imetja obolelih in neopravičeno obsojanje posameznikov za okužbe. Nadzor javnega reda in zajezitev ljudske histerije sta dovolila smotrno in urejeno pomoč obolelim, kakor tudi čim varnejše postopanje z okuženimi trupli. Kljub temu je epidemija trajala skoraj eno leto in je pobrala okoli 80 od 110 tisoč prebivalcev Torina. 

## Genova
V Genovski republiki se je kuga pojavila leta 1656. Njen potek je opisal pater Antero v knjigi Li lazzaretti della città e riviere di Genova nel 1657, ki podrobno predstavi vso grozoto lazaretov. V enem dnevu so pokopali preko 700 moških, žensk niso šteli, a bilo jih je več kot moških. Ni bilo zdravil, bolnikom so usmiljeni prostovoljci pripravljali samo sladkano vodo ali vodo z limono, da jim je utešila vročično žejo. Kakor v nekaterih drugih mestih, je bil tudi v Genovi ustanovljen Magistrat za zdravstvo, ki je skušal držati stanje pod kontrolo. Kljub temu je umrlo okoli 80 tisoč oseb, trupla katerih so bila večinoma zažgana na osmoljenih grmadah na mestnih trgih. Okoli 20 tisoč trupel je bilo zakopanih v temelje  Hotela revežev, ki se je tedaj gradil. 

## Neapelj
Tudi v Neapeljskem kraljestvu se je kuga pojavila leta 1656. Španske oblasti, ki so tedaj vladale v državi, niso dovoljevale, da se mesto širi izven obzidja, zato je bil Neapelj kronično gosto naseljen. Poleg tega je izbruh Vezuva iz leta 1631 opustošil velik del okolice in kar 44 tisoč ljudi je ostalo brez strehe in se je zateklo v Neapelj, ki je tako dosegel okoli 450 tisoč prebivalcev. Mesto takrat še ni imelo primerne kanalizacije in ni bilo niti zadostno preskrbljeno s pitno vodo, posebno v predmestjih. Prenaseljenost in neustrezne higienske razmere so dovolile takojšnjo širitev okuženja, ki je prišlo iz ladij zasidranih v pristanišču. V samem mestu je kuga pobrala okoli 240 tisoč oseb, to je več kot polovico meščanov. Tudi v ostalih krajih Neapeljskega kraljestva je bila ugotovljena smrtnost med 50 in 60 % prebivalstva: približne ocene govorijo o 600 tisočih mrtvih. 

## Rim
Iz Neaplja se je kuga takoj prenesla v Papeško državo, kamor jo je zanesel neapeljski mornar. Nastanil se je v eni od rimskih gostiln in tam tudi kmalu umrl, a oblasti niso prepoznale znakov kuge, zato gostilna ni bila zaprta ali vsaj razkužena. Šele po smrti gostilničarke in njenih sinov so uvideli, da gre za kugo, a bilo je prepozno, okuženje se je že širilo med prebivalstvom. Ustanovljen je bil lazaret na otoku Tibere, kamor je bil prepovedan dostop razen z barkami. Koliko poučene so bile oblasti o epidemiji, nam pove dejstvo, da so te iste barke služile tudi za odvoz trupel iz lazareta do kraja pokopa. Ustanovljeni so bili drugi štiri lazareti in zdravnikom je bil prepovedan odhod iz mesta pod smrtno kaznijo. Prepovedane so bile procesije in vsako zborovanje. Celo zvonovi so bili utišani, da bi ne privabljali ljudi v cerkve. Opisi kuge iz leta 1656 se še danes hranijo v arhivih kapucinskega samostana v Rimu, ki podajajo tudi natančne zapise smrtnih slučajev. Na približno 100 tisoč prebivalcev mesta je umrlo za kugo vsega 14.473 oseb. 

## Posledice
Razen ogromnih izgub človeških življenj je kuga povzročila tudi druge hude posledice, predvsem ekonomske in socialne. Edini teda znan postopek sterilizacije je bil ogenj, zato so se zažigala celotna imetja umrlih za kugo. Ogenj je pobral skladišča blaga, tudi dragocenega, in vse okužene ladje s tovorom vred. Zažgane so bile trgovine, gostilnice, privatne hiše. Na ogenj so bile vržene postelje, omare, pohištvo, preproge in zavese, perilo in vsakdanje potrebščine. Kdor je preživel, ni imel več ničesar. Bodisi mesta kot podeželja so bila ekonomsko popolnoma paralizirana. Industrijski razvoj je bil prekinjen in obrtnih cehov ni bilo več. Kultura je utrpela izgubo ene generacije intelektualcev in umetnikov.
Zaradi tega nekateri demografi vidijo v italijanski kugi prelomnico v ekonomski zgodovini polotoka. Dotedanji proizvodni sistemi so bili uničeni in možnost povrnitve v prejšnje stanje je bila skromna. Industrijska proizvodnja je bila težko okrnjena in se je samo po letih spet vključila v evropski trg. Zato so bili dobrodošli tisti kmetje, ki so zapuščali polja in se selili v opustošena mesta, kjer so postali delavci in obrtniki. Kdor pa ni zapustil zemlje, si je lahko brez težav prilastil velika posestva, ki so ostala po kugi brez gospodarjev. Posledice so bile opazne predvsem v višjih cenitvah dela, tako v tovarnah kot v kmetijstvu, kar je privedlo do določene emancipacije nižjih slojev prebivalstva. Istočasno je prišla tudi do izraza potreba po mehanizaciji dela, ki naj bi nadomestila predrago delovno silo.  